# Vladimir Erokhin
Vladimir Nikitovič Erokhin (in russo Владимир Никитович Ерохин?, traslitterazione anglosassone: Vladimir Nikitovih Yerokhin; 10 marzo 1930 – 6 ottobre 1996) è stato un calciatore sovietico, di ruolo difensore.